# Lista de praças do Porto
As praças do Porto perfazem um total de 53.
| Arruamento                                             | Freguesia(s)                           | Homenageia                                           |
| ------------------------------------------------------ | -------------------------------------- | ---------------------------------------------------- |
| Praça Armando Pimentel                                 | Campanhã                               | Armando Pimentel                                     |
| Praça Artur Santos Silva                               | Cedofeita                              | Artur Santos Silva                                   |
| Praça da Alegria                                       | Bonfim                                 |                                                      |
| Praça da Batalha                                       | Santo Ildefonso e Sé                   | Nossa Senhora da Batalha                             |
| Praça da Cidade do Salvador                            | Nevogilde                              | Salvador da Baía                                     |
| Praça da Corujeira                                     | Campanhã                               |                                                      |
| Praça da Galiza                                        | Massarelos                             | Galiza                                               |
| Praça da Ilha Brava                                    | Paranhos                               | Ilha Brava                                           |
| Praça da Liberdade                                     | Santo Ildefonso e Sé                   |                                                      |
| Praça da Pedra Verde                                   | Aldoar                                 |                                                      |
| Praça da Rainha D. Amélia                              | Bonfim                                 | D. Amélia de Orleães, Rainha de Portugal             |
| Praça da República                                     | Santo Ildefonso                        | República Portuguesa                                 |
| Praça da Revista O Tripeiro                            | Aldoar                                 | O Tripeiro                                           |
| Praça da Ribeira                                       | São Nicolau                            | Ribeira                                              |
| Praça da Trindade                                      | Santo Ildefonso                        | Trindade                                             |
| Praça das Flores                                       | Bonfim e Campanhã                      |                                                      |
| Praça das Gardénias                                    | Paranhos                               |                                                      |
| Praça das Violetas                                     | Paranhos                               |                                                      |
| Praça de Afonso Pinto de Magalhães                     | Paranhos                               | Afonso Pinto de Magalhães                            |
| Praça de Afrânio Peixoto                               | Ramalde                                | Afrânio Peixoto                                      |
| Praça de Almeida Garrett                               | Sé                                     | João Baptista de Almeida Garrett                     |
| Praça de Campo Grande                                  | Campanhã                               |                                                      |
| Praça de Carlos Alberto                                | Vitória                                | Carlos Alberto da Sardenha                           |
| Praça de D. Afonso V                                   | Aldoar, Foz do Douro e Lordelo do Ouro | D. Afonso V                                          |
| Praça de D. Filipa de Lencastre                        | Vitória                                | D. Filipa de Lencastre, Rainha de Portugal           |
| Praça de D. João I                                     | Santo Ildefonso                        | D. João I                                            |
| Praça de Francisco Sá Carneiro                         | Bonfim                                 | Francisco Sá Carneiro                                |
| Praça de Goa                                           | Nevogilde                              | Goa                                                  |
| Praça de Gomes Teixeira                                | Vitória                                | Francisco Gomes Teixeira                             |
| Praça de Gonçalves Zarco                               | Nevogilde                              | João Gonçalves Zarco                                 |
| Praça de Guilherme Gomes Fernandes                     | Vitória                                | Guilherme Gomes Fernandes                            |
| Praça de Liége                                         | Foz do Douro                           | Liége                                                |
| Praça de Lisboa                                        | Vitória                                | Lisboa                                               |
| Praça de Mouzinho de Albuquerque (Rotunda da Boavista) | Cedofeita e Massarelos                 | Joaquim Augusto Mouzinho de Albuquerque              |
| Praça de Nove de Abril                                 | Paranhos                               | Batalha do Lys                                       |
| Praça de Parada Leitão                                 | Vitória                                | José Parada Leitão                                   |
| Praça de Pedro Nunes                                   | Cedofeita                              | Pedro Nunes                                          |
| Praça de S. Dionísio                                   | Bonfim                                 | Papa Dionísio                                        |
| Praça de Teixeira de Pascoais                          | Bonfim                                 | Teixeira de Pascoais                                 |
| Praça de Teixeira Lopes                                | Lordelo do Ouro                        | António Teixeira Lopes                               |
| Praça do Bom Sucesso                                   | Massarelos                             | Nossa Senhora do Bom Sucesso                         |
| Praça do Cávado                                        | Paranhos                               | Rio Cávado                                           |
| Praça do Conde de Samodães                             | Lordelo do Ouro                        | Francisco Teixeira de Carvalho, Conde de Samodães    |
| Praça do Coronel Pacheco                               | Cedofeita                              | José Joaquim Pacheco                                 |
| Praça do Exército Libertador                           | Cedofeita                              | Bravos do Mindelo                                    |
| Praça do General Humberto Delgado                      | Santo Ildefonso                        | Humberto Delgado                                     |
| Praça do Império                                       | Foz do Douro                           | Império Português                                    |
| Praça do Infante D. Henrique                           | São Nicolau                            | Infante D. Henrique                                  |
| Praça do Marquês de Pombal                             | Bonfim e Santo Ildefonso               | Sebastião José de Carvalho e Melo, marquês de Pombal |
| Praça do Rosmaninho                                    | Campanhã                               |                                                      |
| Praça dos Álamos                                       | Ramalde                                |                                                      |
| Praça dos Poveiros                                     | Santo Ildefonso                        | Pescadores da Póvoa do Varzim                        |
| Praça Rotary International                             | Lordelo do Ouro                        | Rotary International                                 |